# Von Gewalt keine Rede
Von Gewalt keine Rede ist ein deutscher Fernsehfilm von Theodor Kotulla aus dem Jahr 1991 mit Katja Riemann, Peter Sattmann und Heiner Lauterbach in den Hauptrollen. Das Drehbuch, basierend auf ihrer gleichnamigen Erzählung, verfasste die Berliner Schriftstellerin Leonie Ossowski.

## Handlung
Max Steinbecker will, dass seine Ehefrau Nele Hausfrau ist und sich ganztägig um ihren gemeinsamen Sohn kümmert. Er ist partout dagegen, dass sie wieder arbeiten geht. Nele braucht aber für sich die Arbeit und widersetzt sich ihrem Ehemann, indem sie ohne sein Wissen die Stelle als Sekretärin bei dem Architekten Eckhard Fuhrgeber annimmt. Doch Fuhrgeber hat gerade private Probleme mit seiner Freundin und lässt seinen Frust an Nele aus, indem er sie vergewaltigt. Als sie ihr Leid klagt, möchte ihr keiner Glauben schenken. Nele durchläuft eine Sinnkrise.

## Hintergrund
Von Gewalt keine Rede wurde am 18. März 1991 im ZDF erstmals ausgestrahlt. Produziert wurde der Film von der Filmpool Film- und Fernsehproduktion. Katja Riemann und Peter Sattmann lernten sich während der Dreharbeiten im Jahr 1990 kennen und lieben.

## Kritik
Die Kritiker der Fernsehzeitschrift TV Spielfilm äußerten sich positiv, indem sie das Fazit zogen: „Überzeugt durch Offenheit und Sachkunde“. Der Film erhielt je zwei von drei möglichen Punkten in den Kategorien „Anspruch“ und „Spannung“; in den Kategorien „Action“ und „Erotik“ gab es einen Punkt. Insgesamt bekam der Film die bestmögliche Wertung, den Daumen nach oben.